# Schwache Säuren
Schwache Säuren bezeichnen in der Chemie eine Untergruppe der Säuren. Sie liegen in wässrigen Lösungen nur teilweise ionisiert vor. Somit sind sie schwache Elektrolyten. Die Säurestärke bezieht sich immer auf die Reaktion der Säure mit Wasser.

## Reaktivität
Wenn eine reine Säure in Wasser gegeben wird, bildet sich eine saure Lösung. Diese Reaktion, bei der die Säure ihr Proton abgibt und auf die Base überträgt,  nennt sich Protolyse. Schwache Säuren liegen immer nur teilweise protolysiert/ionisiert in wässriger Lösung vor. Das Reaktionsgleichgewicht liegt auf der Seite der Edukte. Folgend ist ein allgemeines Beispiel einer Säure HA, die in Wasser protolysiert:
{\displaystyle \mathrm {HA+H_{2}O\ \rightleftharpoons \ H_{3}O^{+}+A^{-}} }
Bei einer schwachen Säure liegt dieses Gleichgewicht, wie oben schon erwähnt, auf der linken Seite, der Eduktseite. Es bildet sich ein positiv geladenes Oxoniumion und ein negativ geladenes Anion. Das Anion ist die korrespondierende Base zur Säure. Diese Paare nennen sich korrespondierende Säure-Base-Paare.

Die Reaktivität der schwachen Säuren hängt im Wesentlichen von der korrespondierenden Base ab. Zusätzlich hängt sie auch von der Konzentration der Oxoniumionen ab.

## pKS- und pKB-Werte
Ein Weg herauszufinden, wie stark eine Säure ist, geht über die protochemische Spannungsreihe in der die pKS- und pKB-Werte vieler Säure-Base-Paare aufgelistet sind. Wobei die  pKB-Werte die Basenstärke bezeichnen und die pKs-Werte die Säurestärke bezeichnen. Die pKS- und pKB-Werte geben an, inwieweit eine Säure bei der Gleichgewichtsreaktion mit Wasser protolysiert vorliegt. Dabei gilt: Je größer der Wert desto schwächer ist die Säure/Base. Mittelstarke Säuren besitzen einen pKS-Wert von größer als 4,75, schwache Säuren besitzen einen pKS-Wert von größer als 8 und sehr schwache Säuren einen von größer als 14. Schwache Säuren sind immer auch starke Basen.
Die folgende Tabelle listet pKS- und pKB-Werte einiger sehr starker bis sehr schwacher Säuren und ihrer korrespondierenden Basen bei Standardbedingungen auf. Mittelstarke Säuren und Basen sind hellgrau hinterlegt, während starke bis sehr starke Säuren und Basen dunkelgrau hinterlegt sind. Sie sind nur zum Vergleich aufgelistet:
| Säurestärke  | pKS   | Säure + H2O {\displaystyle \ \rightleftharpoons \ } H3O+ + Base | Säure + H2O {\displaystyle \ \rightleftharpoons \ } H3O+ + Base | pKB   | Basenstärke  |
| ------------ | ----- | --------------------------------------------------------------- | --------------------------------------------------------------- | ----- | ------------ |
| sehr stark   | −10   | HClO4                                                           | ClO4−                                                           | 24    | sehr schwach |
| sehr stark   | −10   | HI                                                              | I−                                                              | 24    | sehr schwach |
| sehr stark   | −6    | HCl                                                             | Cl−                                                             | 20    | sehr schwach |
| sehr stark   | −3    | H2SO4                                                           | HSO4−                                                           | 17    | sehr schwach |
| sehr stark   | −1,32 | HNO3                                                            | NO3−                                                            | 15,32 | sehr schwach |
| stark        | 0,00  | H3O+                                                            | H2O                                                             | 14,00 | schwach      |
| stark        | 1,92  | HSO4−                                                           | SO42−                                                           | 12,08 | schwach      |
| stark        | 2,13  | H3PO4                                                           | H2PO4−                                                          | 11,87 | schwach      |
| stark        | 2,22  | [Fe(H2O)6]3+                                                    | [Fe(OH)(H2O)5]2+                                                | 11,78 | schwach      |
| stark        | 3,14  | HF                                                              | F−                                                              | 10,86 | schwach      |
| stark        | 3,75  | HCOOH                                                           | HCOO−                                                           | 10,25 | schwach      |
| mittelstark  | 4,75  | CH3COOH                                                         | CH3COO−                                                         | 9,25  | mittelstark  |
| mittelstark  | 4,85  | [Al(H2O)6]3+                                                    | [Al(OH)(H2O)5]2+                                                | 9,15  | mittelstark  |
| mittelstark  | 6,52  | H2CO3                                                           | HCO3−                                                           | 7,48  | mittelstark  |
| mittelstark  | 6,92  | H2S                                                             | HS−                                                             | 7,08  | mittelstark  |
| mittelstark  | 7,20  | H2PO4−                                                          | HPO42−                                                          | 6,80  | mittelstark  |
| schwach      | 9,25  | NH4+                                                            | NH3                                                             | 4,75  | stark        |
| schwach      | 9,40  | HCN                                                             | CN−                                                             | 4,60  | stark        |
| schwach      | 10,40 | HCO3−                                                           | CO32−                                                           | 3,60  | stark        |
| schwach      | 12,36 | HPO42−                                                          | PO43−                                                           | 1,64  | stark        |
| schwach      | 13,00 | HS−                                                             | S2−                                                             | 1,00  | stark        |
| schwach      | 14,00 | H2O                                                             | OH−                                                             | 0,00  | stark        |
| sehr schwach | 15,90 | CH3CH2-OH                                                       | CH3-CH2-O−                                                      | −1,90 | sehr stark   |
| sehr schwach | 23    | NH3                                                             | NH2−                                                            | −9    | sehr stark   |
| sehr schwach | 48    | CH4                                                             | CH3−                                                            | −34   | sehr stark   |

## Schwache anorganische Säuren
Die Liste schwacher Säuren ist im Vergleich zu der der starken Säuren relativ lang, deswegen werden hier nur einige Beispiele genannt. Bei den anorganischen Säuren handelt es sich unter anderem um Flusssäure (HF). Außerdem sind oft die schon einmal deprotonierten Anionen von mittelstarken mehrprotonigen Säuren als schwach einzustufen. Hierzu zählen zum Beispiel Hydrogenphosphat (HPO42−) und Hydrogencarbonat (HCO3−). Des Weiteren sind Cyanwasserstoff (HCN) und das Ammoniumion (NH4+) schwache Säuren.

## Schwache organische Säuren
Bei den organischen Säuren wird zwischen unterschiedlichen Stoffgruppen unterschieden. Sie werden nach ihren funktionellen Gruppen eingeteilt. Die bekannteste Gruppe sind die Carbonsäuren. Diese sind an sich eher mittelstark. Wirklich schwache Säuren sind Phenole, Alkohole, Thiole und CH- sowie NH-acide Verbindungen.